# Kawizophyllum
Kawizophyllum é um gênero extinto que existiu no Permiano. Plantas gimnospermas vascularizadas que se reproduziam com sementes. Eram semelhantes às coníferas com folhas grandes e com nervuras. Podiam chegar a 45 metros de altura.

## Localização
No Brasil, o fóssil de espécie indefinida do gênero Kawizophyllum, foi localizada no afloramento Morro Papaléo  no município de Mariana Pimentel. Estão na Formação Rio Bonito e datam  do Sakmariano, no Permiano.
A espécie K. dunpathriensis também foi localizada na India.